# Club Deportivo Politécnico
El Club Deportivo Politécnico es un equipo de fútbol amateur (actuó como profesional y amateur desde 1963-2011) de Quito, Provincia de Pichincha, Ecuador. Fue fundado el 1 de febrero de 1963 por los estudiantes y profesores de la Escuela Politécnica Nacional, luego de comprarle la franquicia a la Sociedad Deportiva España. Luego de jugar en el Campeonato Nacional por algunos años (1963, 1964, 1966, 1967, 1968 y 1971) el club descendió de categoría en 1989 luego de 9 años del profesionalismo. Desde entonces el equipo jugó en el campeonato Amateur del cantón Quito organizado por Asociación de Fútbol Amateur de Pichincha (AFAP) con el propósito de ganar su puesto en la segunda categoría del fútbol profesional ecuatoriano. A partir de 2011 el club deja de participar en competiciones oficiales. El club estuvo a punto de obtener el título en 1967 cuando llegó a ser finalista en el Campeonato Regional Profesional Interandino. Es el equipo con más títulos en la Segunda Categoría de Pichincha.
En la actualidad debido a problemas institucionales no ha participado en este campeonato.

## Palmarés

### Torneos nacionales
| Competición                        | Títulos | Subcampeonatos                              |
| ---------------------------------- | ------- | ------------------------------------------- |
| Segunda Categoría de Ecuador (0/4) |         | 1975, 1978, 1979, 1982. (récord compartido) |

### Torneos provinciales
| Competición                              | Títulos                                                                    | Subcampeonatos |
| ---------------------------------------- | -------------------------------------------------------------------------- | -------------- |
| Profesional                              |                                                                            |                |
| Campeonato Profesional Interandino (1/2) | 1964.                                                                      | 1963, 1967.    |
| Segunda Categoría de Pichincha (11)      | 1969, 1970, 1974, 1975, 1976, 1978, 1979, 1980, 1981, 1982, 1984. (Récord) |                |

## Actual Presidente
- Juan Nieto